# شمع الكرنوبة

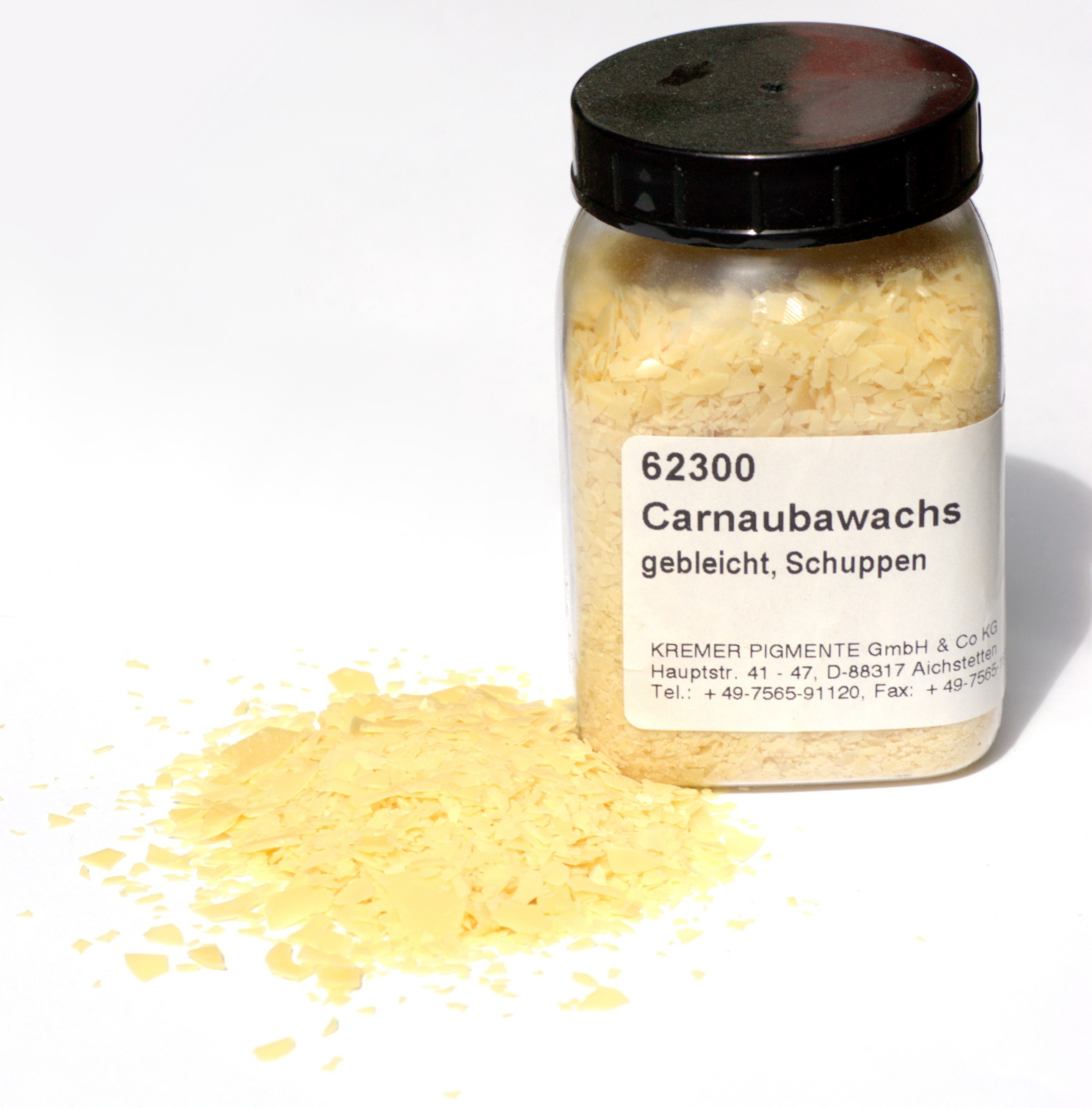
شمع الكرنوبة

شمع الكَرْنُوبَة هو شمع نباتي، يستخرج من أوراق نخيل الكرنوبة، وموطنها الأصلي في شمال شرق البرازيل، تحديداً في ولايات سيارا، بياوي، مارانياو، ريو غراندي دو نورتي، وباهيا. وللحصول على شمع الكرنوبة يتم تجفيف أوراق النخيل في الشمس حتى تتحول الطبقة الشمعية إلى غبار يشبه الطحين. ويتم تذويب هذا الشمع وتبريده وتشكيله على هيئة قطع. وشمع الكرنوبة أقوى شمع طبيعي معروف، ويستخدم في صناعة طلاء التلميع والبلاستيك ومنتجات أخرى.
الخصائص
وهو الشمع المشهور الذي يُستخلص من الكرنأوبا، له العديد من الاستعمالات. لديه درجة انصهار أعلى بكثير من الشموع الأخرى (78 درجة مئوية)، بالإضافة إلى كونه قاسي للغاية. وهذا ما يجعله مثالي  لتغطية قوية للغاية للأرضيات والسيارات وغيرها. بالإضافة إلى ذلك، يظهر شمع الكرنأوبا في الحلويات والتلميع والورنيش ومنتجات التجميل  وفي أشياء أخرى كثيرة. يستخدم الشمع على نطاق واسع في الصناعة، على الرغم من أن القليل من المستهلكون يعرفونه. يستخدم شمع كارنأوبا في تصنيع شمع الأرضيات، وشموع السيارات، والدهانات، والورنيشات، ومنتجات النجارة، وفي عملية تصنيع الأدوية والأطعمة. في الزراعة، يتم استخدامه لزيادة مدة التخزين وتقليل هدر الفاكهة الطازجة.  بالإضافة إلى ذلك، يمكن استخدامه في إنتاج السيراميك. كما أنه يستخدم في حفظ الفاكهة، ويتم إذابته بالماء ومكونات أخرى  لتغطية  الثماربطبقة رقيقة، وتشكل طبقة واقية تمنع عمل الأوكسيجين المؤكسد وتمنع فقدان السوائل مع التبخر. تشير الدراسات إلى أن تطبيق هذه الحماية على الطماطم والمانجو والعديد من الفواكه الأخرى يمكن أن يطيل عمرها مرتين تقريبًا أكثر من الفاكهة التي لم تتلق هذا التطبيق.